# Prépolymère
Un prépolymère est un oligomère ou un polymère présentant des groupes réactifs qui lui permettent de participer à une polymérisation ultérieure et d’incorporer ainsi plusieurs unités monomères dans au moins une chaîne de la macromolécule finale.
Les pré-polymères peuvent être difonctionnels (c'est le cas des prépolymères téléchéliques) ou plurifonctionnels. Dans ce dernier cas, ils sont utilisés pour la fabrication de polymères thermodurcissables par réticulation.

## Prépolymère téléchélique
Un prépolymère téléchélique est un pré-polymère, essentiellement linéaire, dont les deux groupes terminaux réactifs, souvent introduits délibérément, lui permettent de participer à une polymérisation.
En plus de leur utilisation comme réactifs, les groupes terminaux peuvent être aussi utilisés pour déterminer la masse molaire des oligomères et moins souvent des polymères.
On peut distinguer les molécules homotéléchéliques (groupes terminaux de même nature) des molécules hétérotéléchéliques (groupes terminaux de nature différente).
Tous les oligomères et polymères résultant d'une polymérisation vivante sont téléchéliques.

### Exemples
La chaîne peut être une répétition de fonctions éther, ester, carbonate ou diénique, et les groupes terminaux peuvent être des fonctions hydroxyde, oxirane (époxyde), isocyanate ou amine.
- Prépolymères hydroxytéléchéliques : polyéthers diols, polyesters diols, polycarbonates diols (ex. : le carbonate de polyhexaméthylène diol (PHMCD)) et polyalcadiènes diols (ex. : le polybutadiène hydroxytéléchélique (PBHT)).

Structure d'un pré-polymère hydroxytéléchélique, le polyéthylène glycol.

- Prépolymères époxytéléchéliques :

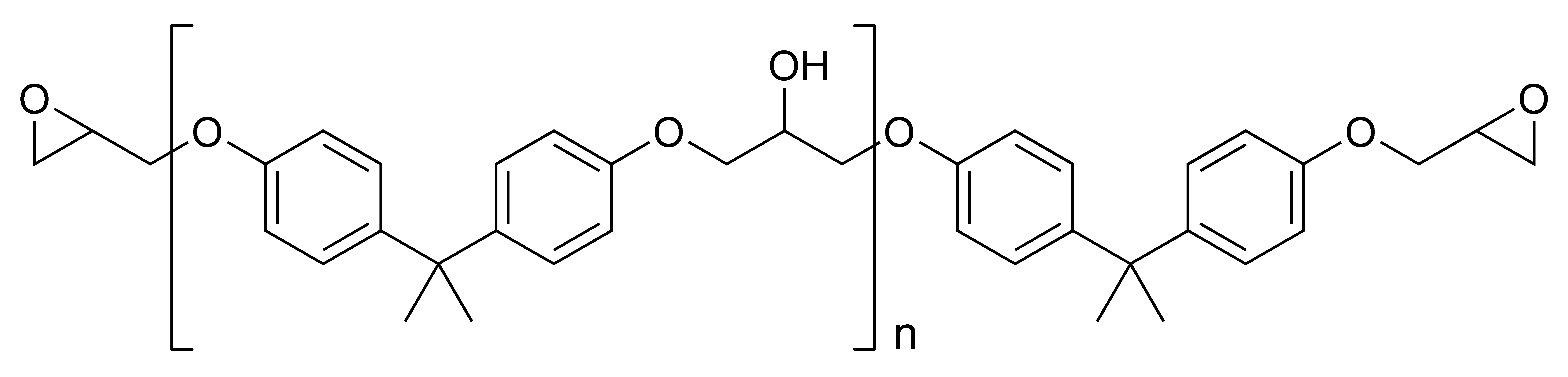
Structure d'un prépolymère époxytéléchélique.

### Utilisations
Les prépolymères téléchéliques peuvent être utilisés pour synthétiser des polymères par polymérisation par étapes et des copolymères à blocs.